# حصيران
حصيران هي قرية في مقاطعة طالقان، إيران. يقدر عدد سكانها بـ 127 نسمة بحسب إحصاء 2016.